# 宮川麿
宮川 麿（みやかわ まろ、1984年9月16日 - ）は、日本の音楽プロデューサー、編曲家、作曲家、レコーディング・エンジニア。東京都生まれ。

## 人物
J-POP、BGM、ゲームミュージック、アニメ音楽等のジャンルを手がける作曲家。洋楽色の強い洗礼されたエレクトロニック・ダンス・ミュージック、重厚なロック、生音のオーケストレーションまで、制作スタイルの幅は広い。楽曲制作からマスタリングまでの全ての行程を一人で完結することもある。これまで手がけてきた楽曲は300曲以上。リットーミュージックのWEBメディア「plug+」や「サウンド&レコーディング・マガジン」等でデスクトップミュージックに関するコラムの執筆も行っている。

## 主な参加作品

### 作曲
- BOYS AND MEN『ニューチャレンジャー』
  - M-3 「Do Dah Dah」作曲編曲
- ≠ME『超特急 ≠ME行き』
  - M-8「秘密インシデント」作曲編曲
- 麻倉もも
  - 『Agapanthus』
    - M-3「トキメキ・シンパシー」作曲編曲

  - 「シュワワ!」
    - M-2「嫌いになれない。」作曲編曲[4]
- STARMARIE『化けビトたちの音楽会』
  - M-2「赤い帽子の化けモノ」作曲編曲
- さとみ『Never End』
  - M-1「Never End」作曲編曲
- ころん『アスター』
  - M-6「××テクニック」作曲編曲
  - M-7「きゅんですきゅんです」作曲編曲
- KnightA-騎士A-
  - M-5「Attention Lies」作曲編曲
  - M-12「I」作曲編曲
- 祭nine.
  - 『ビビビTANGO』
    - パターンB　M-2「HEYHEYBONBON」作曲編曲
    - パターンC　M-2「シャニムニ・フロンティア」作曲

- 『祭花 -MATSURIBANA-』
  - M-2「SHOW BY コンジョー」作曲編曲
- 『轟け獅子太鼓』
  - 全パターン　M-1「轟け獅子太鼓」作曲
    - 日本テレビ系スッキリ11月テーマソング
    - 日本テレビ系バズリズム0211月オープニングテーマ

  - パターンD　M-2「恋してアビラゼ!」作曲編曲
  - 『やったれ我が人生』
    - 全パターン　M-1「やったれ我が人生」作曲
- 三澤紗千香
  - 『この手は』M-2「あと一歩」作曲編曲
    - TBS王様のブランチ4月度エンディングテーマ[5]

  - 『IAM ME』
    - M-5「あと一歩」作曲編曲
    - M-6「あなただけ」作曲編曲Mix

  - 『I’m here/With You』
    - M-2「with you」作曲編曲
- エラバレシ
  - 『逆境ノンフィクション』
    - M-2「囚われのMirage」作曲編曲
      - ゲーム「メガミラクルフォース」タイアップ曲

  - 『リップスティックミュージカル』
    - Disk.1 M-10「Here we go!」作曲編曲
    - Disk.2 M-8「囚われのMirage」作曲編曲
- もえのあずき
  - 『バイバイチョコレイツ』
    - M-3「もえきゅんっ♡(2020ver.)」作曲編曲
- 七海とろろ
  - 『Colors』
    - M-1「Colors」作曲編曲
- 雨宮天
  - 『君を通して』
    - M-1「君を通して」作曲編曲
- 木手永四郎知念-寛
  - 『Break-out-Get-down』作曲
    - 新テニスの王子様 オン・ザ・レイディオ2020年11月度 オープニングテーマ
- 千石清純
  - 『虹を探そう』作曲
    - 新テニスの王子様 オン･ザ･レイディオ8月度エンディングテーマ
- 遠野篤京
  - 『Bloody Dance』作曲
    - 新テニスの王子様 オン・ザ・レイディオ
- H!dE『STORIES』
  - M-2「メゾン」作曲編曲
  - M-4「ロスタイム」作曲編曲（第12回CDショップ大賞 中国ブロック賞）
- アニメ『ヘタリア World★Stars』キャラクターソング&ドラマ Vol.2
  - M-5「パンダのすすめ」作曲編曲
- キラキラ選抜隊（ボイメンエリア研究生）
  - 『Shall We Kiss?』
    - M-1「Shall We Kiss?」作曲
    - M-3「ワンダフルスライダー」作曲
- GANJIN
  - 『What's going on?』作曲編曲Mix
  - 『Life goes on』作曲編曲Mix
- アイドル諜報機関LEVEL7『BREAK SHOUT』
  - M-4「君色Everyday」作曲編曲
  - M-9「BREAK SHOUT」作曲編曲
  - M-10「感情Squall」作曲編曲
- ハニースパイスRe.『RENEW/恋のカラフルマジック(2019ver)』
  - M-2「恋のカラフルマジック(2019ver)」作曲編曲
  - M-3「恋愛Emergency(2019ver)」作曲編曲

### 編曲
- MORISAKI WIN
  - 『Parade』
    - M-4「Blind Mind」共編曲
- 三澤紗千香
  - 『IAM ME』
    - M-4「With You」編曲
- アニメ『ヘタリア World★Stars』キャラクターソング&ドラマ Vol.2
  - M-4「冬もプリヤートナ」編曲
- HAPPY♡ANNIVERSARY
  - 『月曜日なんか来なきゃいいのに』
    - M-1「月曜日なんか来なきゃいいのに」編曲
- アイドル諜報機関LEVEL7
  - 『BREAK SHOUT』
    - M-5「NO LUV NO LIFE」編曲
- 五條真由美
  - 『TRAJECTORY OF MY LIFE』
    - M-2「story of」編曲
- cocona
  - 『cocona*って、だれ?
    - M-6「君とハピネス」編曲
- アンダービースティー
  - 『ROCK ALIVE/ARCADIA CAT』
    - M-1「ROCK ALIVE (A-Type)」編曲
    - M-2「ARCADIA CAT」編曲
    - M-3「GET LOVE」編曲
    - M-3(B-Type)「over the sky」編曲

### CM音楽
- 2012 GU
  - 生着替えファッションショー　PromotionBGM制作
  - ファッションダンスバトル　イベント用BGM制作
- 2013 Web EMP (Eternity Method Program)PV BGM制作
- 2014 Web 花王 リーゼプリティア『根元先染子 テーマソング』作曲編曲Mix

### Web App Geme
- KONAMI
  - GITADORA EXCHAIN
    - 『Break Down / Maro』作曲編曲

  - pop'n music peace
    - 『High Gravity / Maro(feat.Coco海里)』作曲編曲
- ジャンボ宝くじキャンペーンアプリ・お宝探しゲーム
  - 2017年末『ジャンボな冒険』BGM・効果音制作
  - 2018年バレンタイン『スウィートアドベンチャー』BGM・効果音制作
  - 2018年ドリーム『大空の秘宝』BGM・効果音制作
- 2019 RUGBY DIGITAL TRY | リポビタンD | 大正製薬　アプリBGM・効果音制作

### ヴォーカル集
- 遙かなる時空の中で7
  - 『深紅の歌』
    - M-3「共に戦うなら」編曲Mix　歌／直江兼続(CV.竹本英史)
    - M-5「運命への抵抗」編曲Mix　歌／石田三成(CV.平川大輔)
    - M-6「来たれ太平の世」編曲Mix　歌／平島義近(CV.近藤隆)
- 金色のコルダ4
  - 『VOICEFUL』
    - M-1「春景色」編曲Mix　歌／火積司郎(CV:森田成一)
    - M-2「恋人宣言!」編曲Mix　歌／水嶋新(CV:岸尾だいすけ)

  - 『SONGFUL』
    - M-3「Fatalitat」編曲Mix　歌／冥加玲士(CV:日野聡)